# Rede Feto
Rede Feto (im Ganzen Rede Feto Timor-Leste, RFTL) ist in Osttimor ein nationales Netzwerk von verschiedenen Frauenorganisationen zur Gleichstellung der Geschlechter und Stärkung von Frauen. Seinen Sitz hat Rede Feto in den ehemaligen Obrigado-Baracken in der Rua de Caicoli (Dili). 

## Personen
Präsidentin ist Zelia Fernandes (Stand: 2024). 2019 hatte Judite Dias Ximenes das Amt inne. Weitere Mitglieder sind zum Beispiel Milena Pires, Aurora Ximenes, Maria Domingas Alves, Laura Soares Abrantes, Maria Olandina Isabel Caeiro Alves († 2025), Maria da Paixão da Costa und Alzira Sequeira Freitas dos Reis.

## Geschichte
Vertreterinnen mehrerer Frauenrechtsorganisationen trafen sich am 10. und 11. März zu einem Workshop im damaligen Sitz des Conselho Nacional de Resistência Timorense (CNRT) in Dili. Am zweiten Tag gründeten sie das „Frauennetzwerk Osttimor“. Zu den Gründungsmitgliedern von Rede Feto gehörten die Aliança Mulher Socialista de Timor (AMST), die Associação das Madres, East Timor Women Against Violence (ET-WAVE), Feto Diáspora, das Forum Komunikasaun ba feto timor loro sa'e (Fokupers), die Grupu Feto Foin Sa’e Timor Lorosa’e (GFFTL), das Institutu Sekular Maun Alin Iha Cristu (ISMAIK), die Organizacao das Mulheres Timorenses (OMT), die Organização Popular da Mulher Timor (OPMT), Prontu Atu Servi (PAS) und die Sagrada Familia. Später kamen unter anderem dazu die Alola Foundation, die Associação Juristas, Ofronato Santo Bakhita, UNFETIL, FPSH und FHAM dazu. Stand 2024 sind über 40 Organisation Mitglied im Netzwerk.
Ziel des Netzwerkes ist es, die Frauen aus dem Einfluss des Feudalismus, der patriarchalischen Kultur und der Diskriminierung von Frauen zu befreien. Aus ihm ist der Nationale Frauenkongress entstanden, der alle vier Jahre eine Plattform für Frauen schafft.